# 白衛隊
白卫队，正式名称国民警卫队（芬蘭語：Suojeluskunta, IPA：[ˈsuo̯jelusˌkuntɑ]; 直译：「护卫队」），是一支志愿民兵组织，是白色芬兰的武装力量。在1918年的芬兰内战中战胜了社会主义的赤卫队。因为他们大多反对共产主义或社会主义，所以在西方，他们被称为“白卫队”（英語：White Guard）。芬兰白军的许多成员都是新兵、应征入伍者和受过德国训练的猎兵，而不是准军事组织的一部分。中央组织被称为白卫军组织，该组织由市镇的地方分会组成。  
由于芬兰是沙皇俄国统治下的大公国，所以1905年俄国革命导致了芬兰的社会和政治动荡以及安全崩溃。民兵组织起来应对，但很快它们就沿着政治（左右）路线而分裂。1917年俄国革命和随后的芬兰独立（1917 年 12 月宣布）也导致该国冲突。1918 年 1月27日，芬兰政府下令白卫军解除所有剩余的俄国在芬兰的驻军的武装，同一天红军宣布革命，并推翻了位于赫尔辛基的右翼芬兰政府，进而导致了一场全面内战。古斯塔夫·曼纳海姆将军是白卫队的总司令。
内战结束后，芬兰国防军和正规警察部队成立。1919年至1934年，白卫军被视为军队的志愿组成部分，单独的卫队编队作为预备队服役，但在1934年，所有国防都并入正规军，卫队成为仅作为志愿防御训练组织。政治上保持中立，但非官方立场上，它保守、反左，明显反共，遭到劳工运动和左翼政治势力的极大排斥。1932年，白卫军部队成为拉普阿运动的主力，但只有一小部分卫队参与，大多数人忠于政府。第二次世界大战期间，白卫军在正规军中服役。根据1944年莫斯科停战协定，白卫军在继续战争结束后解散。

## 历史背景
二十世纪初，沙皇俄国一直在致力于废除芬兰的自治地位。1905年，沙俄在日俄战争中的失败导致了1905年俄国革命，革命在芬兰所造成的冲击以1905年芬兰总罢工的形式体现出来。在罢工期间，芬兰警察部队实际上被解散，因为他们与占领俄罗斯当局关系密切。市政安全警卫队大多由与立宪党和社会民主党有联系的个人自发组织，他们没有携带武器。起初，所有政治团体都能够一起工作，但到了1906年，南方大城市的国民警卫队开始按照党派划分。

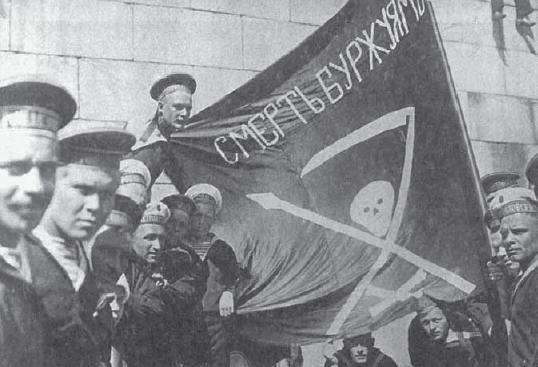
1917年，沙皇俄国武装部队纪律崩塌，导致权力真空。这张照片拍摄于1917年夏。芬兰首都赫尔辛基，照片中的是无政府主义的俄国水兵。

1917年俄国二月革命导致沙俄在芬兰的政治和军事力量总崩溃。与俄国有关联的芬兰警察再次被有效解散。1917年夏天，人们为了维持秩序成立了准军事组织——“消防队”（芬蘭語：palokunta)。虽然这些“消防队”的成立通常是非党派的，但它们在1917年秋天分裂成两个政治上对立的派系，红军和白军都开始努力获得武器。红军通常能够从俄国革命部队那里获得武器，而白军则能够从国外的瑞典和德国支持者那里获得武器。

## 内战中的白军
由佩尔·埃温德·斯温胡武德领导的参议院提出了《芬兰独立宣言》，芬兰议会于1917年12月6日通过了该宣言。但当时的芬兰右翼政府并没有完全掌握芬兰全境，其领土上仍有大量俄国驻军。1918年1月13日，芬兰右翼内阁要求曼纳海姆在白卫兵的基础上新建一支芬兰军队。1月15日，白卫军正式成为政府军。1月27日到28日夜间，白卫军开始解除位于波赫扬马区的俄国驻军武装，并进行逮捕。同一时间，控制了芬兰南部城市的芬兰人民代表团发动武装革命，夺取政权，逮捕右翼内阁及政府成员，并宣布成立芬兰社会主义工人共和国。芬兰内战正式开始。
红军和白军都没有接受过系统的战斗训练，双方都必须极度仓促地建立军队。但白军在这方面拥有更好的基础，因为它接收了芬兰猎兵部队，约1,900名士兵自1915年以来由德国训练。经过四个月的战斗后，白卫队取得了内战的胜利。但由于接受了德国猎兵训练，更关键的是白卫兵的胜利是在德国人的帮助下取得的，因此芬兰在国际环境中饱受争议。

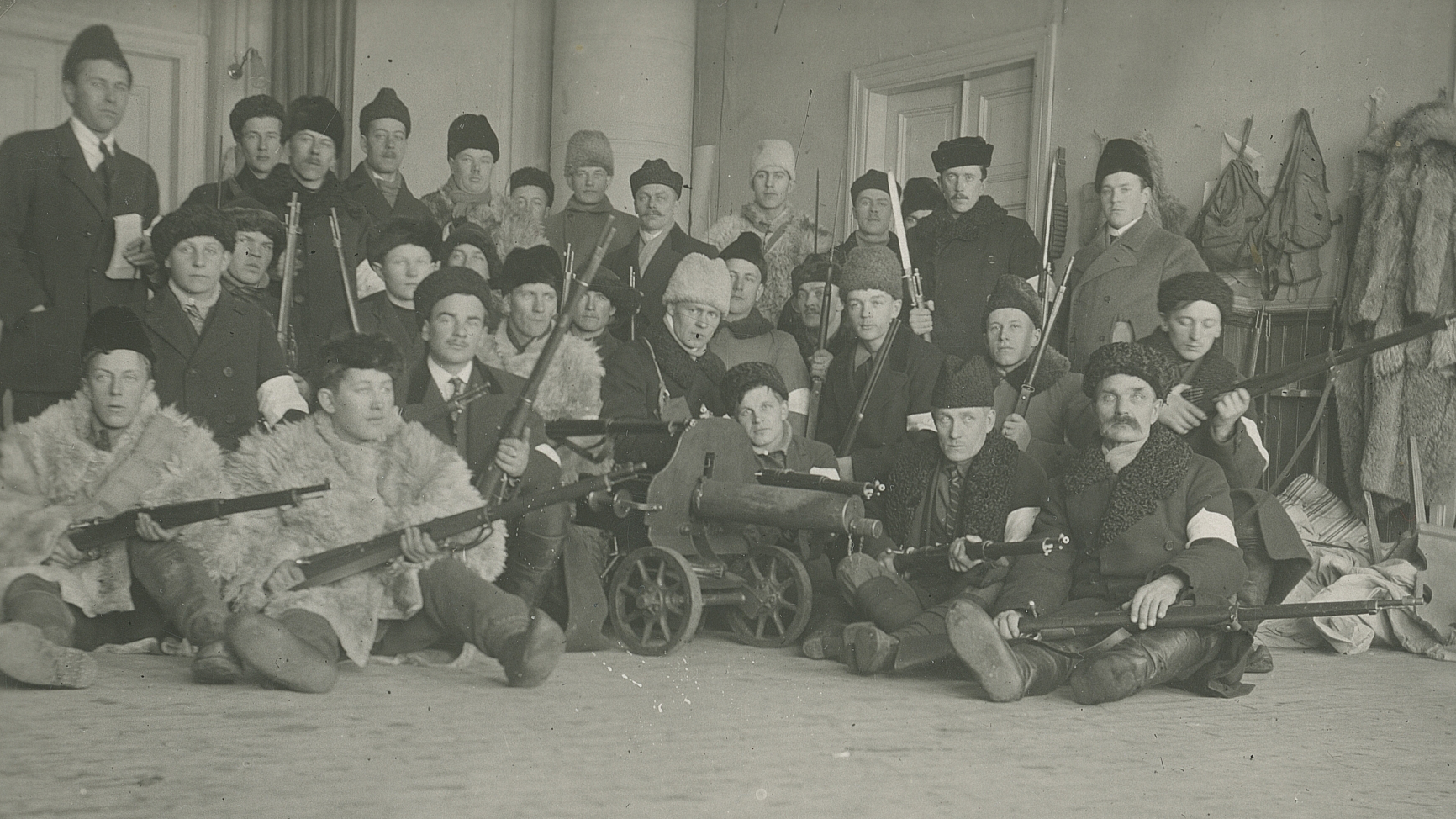
托尔尼奥战役后的白卫队士兵

## 内战后的白军

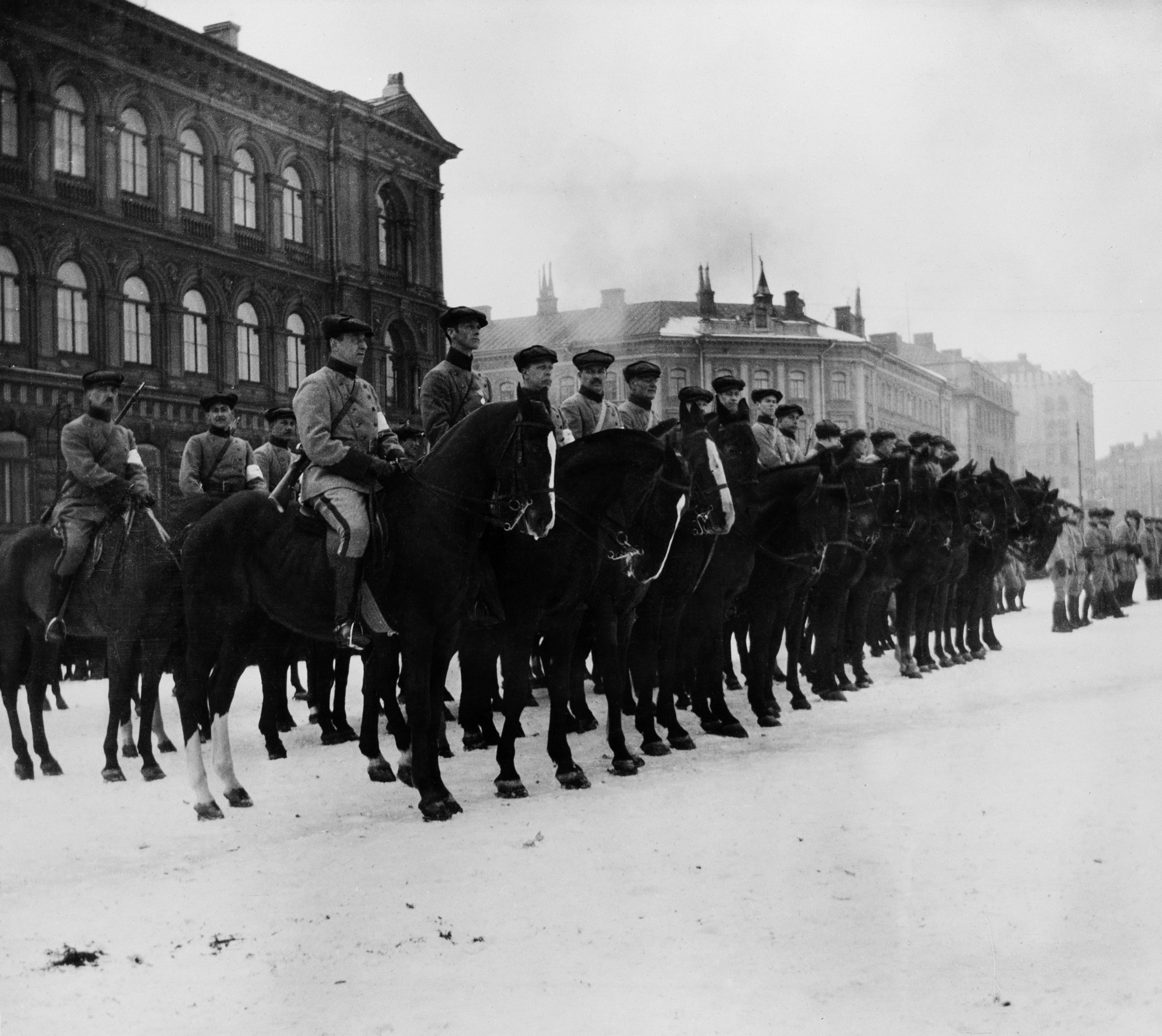
1919年3月，赫尔辛基游行中的白卫队骑兵

内战后，白卫军的职能并不明确。在一些城市，当地白卫军被认为是市政当局的一部分。而在其他一些城市，该组织被认为在维护战争结果方面发挥政治象征作用。1918年8月2日，芬兰国务委员会颁布法令，为该组织提供了合法基础，并完善了组织结构。白卫军被认为是芬兰军队的志愿部队。
1921 年后，白卫军组织由总参谋部、白卫军区和当地白卫军分会组成。每个城市至少有一个分会。白卫军活跃于芬兰人生活的许多领域。它组织体育活动，尤其是越野滑雪、射击、定向运动和芬式棒球。为了筹集资金，各分会组织了许多非正式活动和彩票。据估计，芬兰大约五分之一的聚会是由白卫军组织的。为此，白卫军分会拥有数百个合唱团、管弦乐队和剧团。
第二次世界大战期间，白卫队成员大多在前线服役。1944年9月19日，芬兰政府与苏联签订1944年莫斯科停战协定，白卫军在继续战争结束后解散。

## 兵力

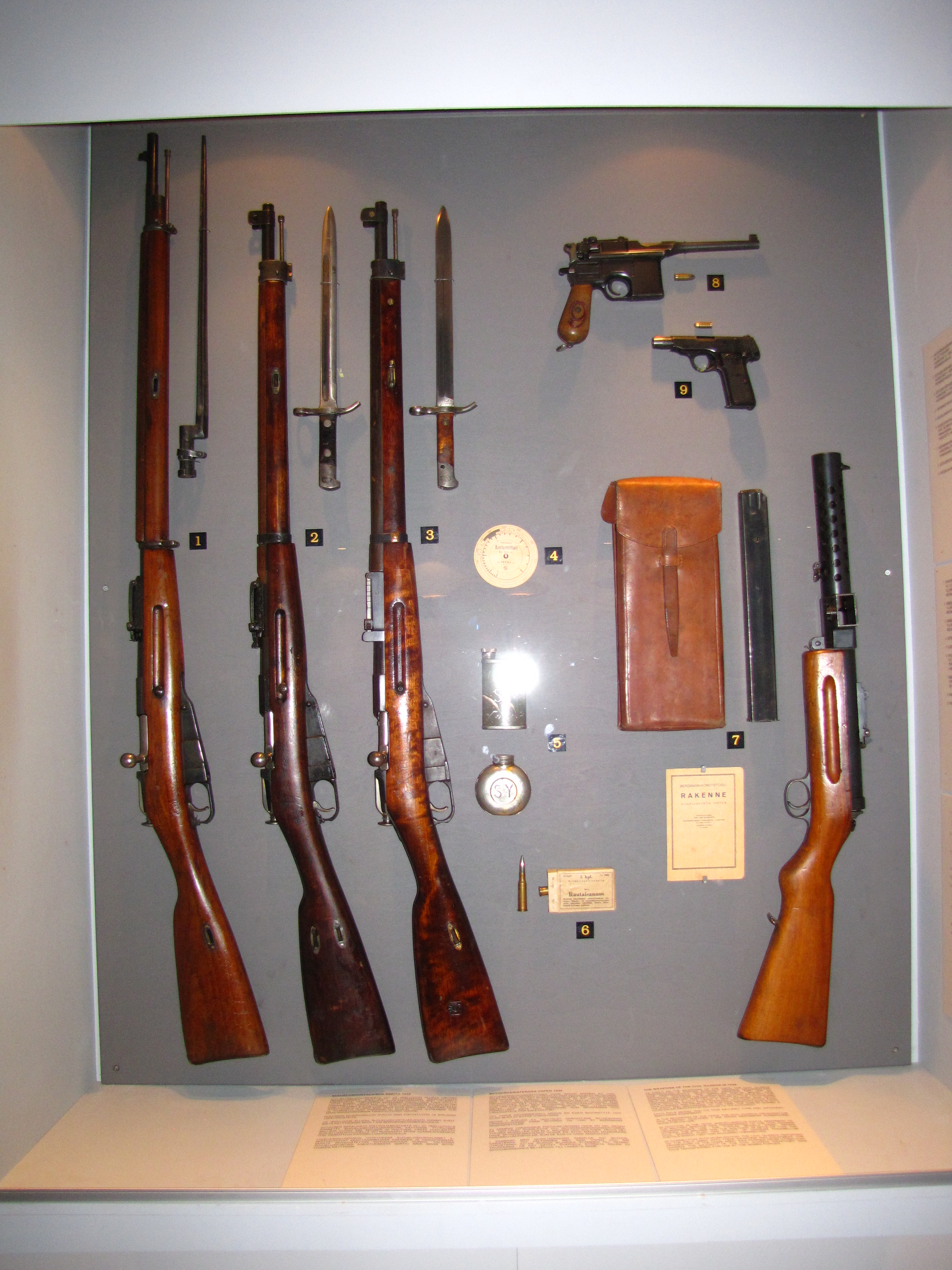
内战期间白军使用的武器

| 1917年底   | 30,000人        |
| 内战开始时 | 35,000–40,000人 |
| 内战结束时 | 70,000 人       |
| 1920年     | 100,000人       |

## 服饰和徽章

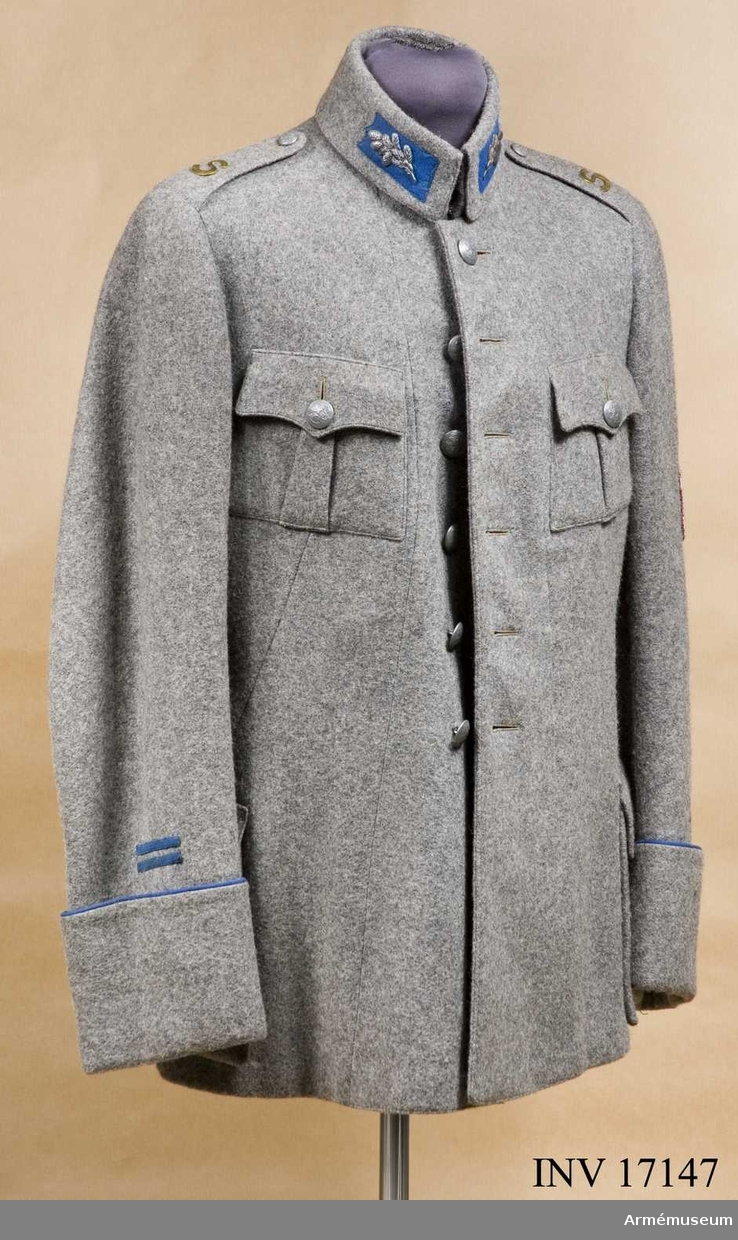
1924年白卫队军官制服

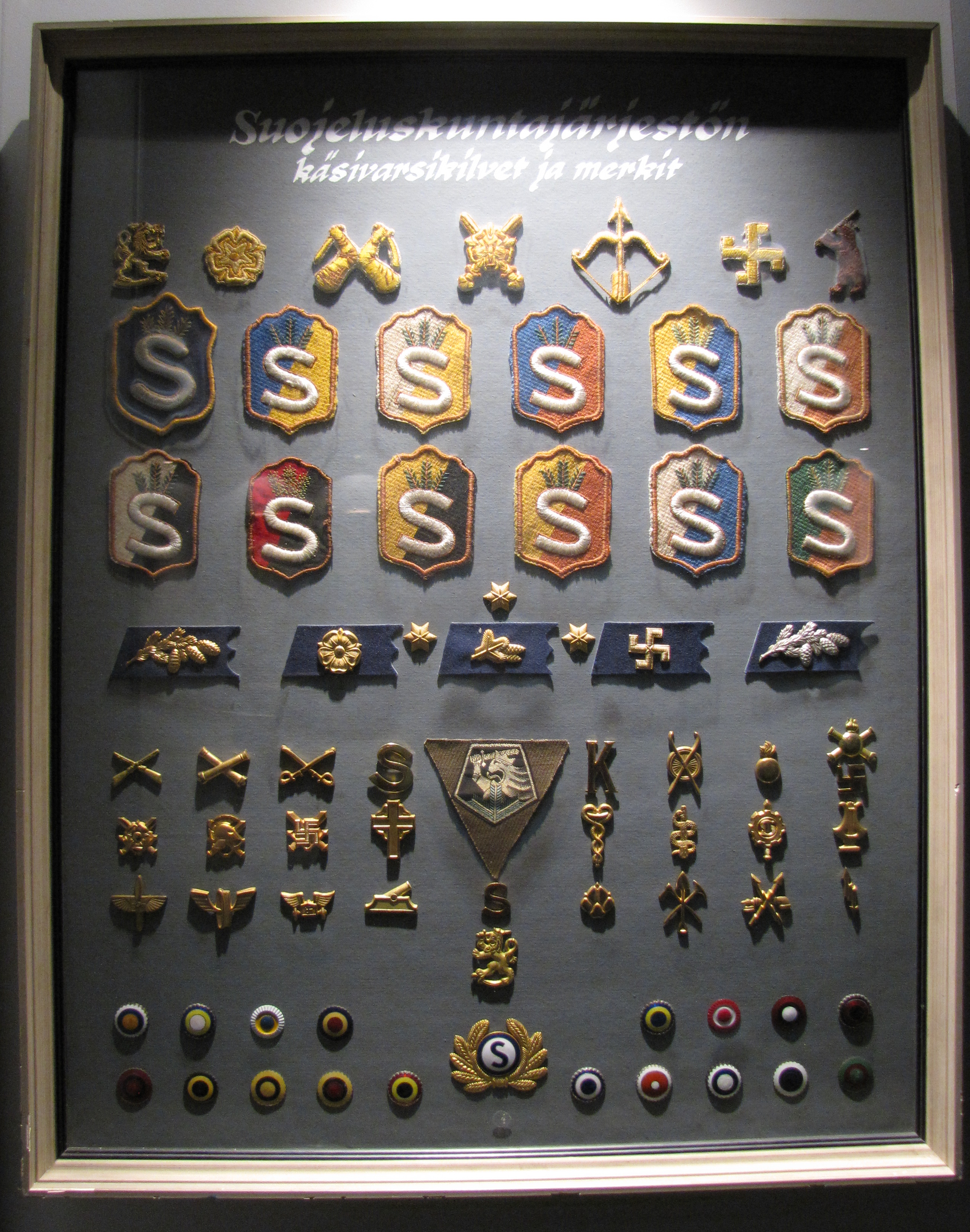
精选白卫队徽章

白卫队第一个临时标志是一条白色臂章和一根插在帽子里的三枝云杉枝。基本徽章是一枚绣有白色“S”的徽章，顶部有三根云杉枝。徽章和“S”绣有金色边框。曼纳海姆将军佩戴的徽章有蓝色底色。但在各省，底色被分成两部分（每部分为一色），每个省有两种或三种颜色代表。白色臂章上还印有市镇名称。每个分会都有自己的旗帜，但一般来说，它是现代芬兰国旗的对称变体，十字延伸出小纳粹十字臂，州内有“S”符号。
白卫队军衔徽章与现代芬兰徽章有很大不同。原则上，士兵没有军衔制度，只有一个军官军衔（芬兰语：suojeluskuntaupseeri），由领子上的一根金属云杉树枝标记。但他们使用特定任务的徽章。下级军官佩戴向下的V形臂章，地方分会的首领佩戴1到4条横杠，数量取决于分会的规模。由于白卫队在芬兰内战后是一个民间组织，许多成员没有接受过正式的军事训练，因此他们没有军衔。那些曾在军队服役的成员在预备役中拥有单独的军衔。
白卫队的制服是瑞典和德国风格的，颜色为“原野灰”。